# Chronique d'une sorcière de vent
 (août 2022).
Chronique d'une sorcière de vent est le quinzième roman de la femme de lettres canadienne Antonine Maillet. Publié en 1999 et situé dans l'Acadie des années 1908 à 1924, il raconte l'histoire d'amour entre Carlagne, la plus belle fille du comté de Kent, et Théophile, dit Yophie, véritable incarnation du diable.